# 수부초등학교
수부초등학교는 대한민국 충청남도 보령시 웅천읍 만수로 377(수부리)에 있었던 초등학교였다.

## 연혁
- 1957.04.26. 수부국민학교로 개교
- 1996.03.01. 수부초등학교로 개칭
- 1999.09.01. 웅천초등학교로 통폐합